# Гуронське зледеніння
Гуро́нське зледені́ння — одне з найдавніших і найдовших зледенінь в геологічній історії Землі. Почалось і закінчилось у палеопротерозої. Тривало близько 300 мільйонів років.

## Причини
Причиною цього зледеніння стало виникнення фотосинтезу у ціанобактерій, що виділяли кисень у атмосферу і зрештою призвело до кисневої катастрофи. 
Спочатку вивільнений ціанобактеріями кисень зв'язувався з залізом, і атмосфера не змінювалася. З часом більшість вільного заліза окислилося і кисень став потрапляти у повітря. Коли в атмосферу потрапило багато кисню, зменшилась кількість метану, бо він реагував з киснем і перетворився в вуглекислий газ і воду. Таким чином змінився склад атмосфери, зменшилась кількість метаногенів, що ще зменшило надходження метану. Парниковий ефект від концентрації в атмосфері метану зник і температура Землі почала знижуватися.
Гуронське зледеніння також пов'язують із парадоксом слабкого молодого Сонця.

## Наслідки
Збільшення кількості кисню в атмосфері призвело до першого масового вимирання анаеробних організмів, для яких кисень був токсичний. Наступне зледеніння викликало вимирання і самих ціанобактерій.

## Закінчення
Зледеніння закінчилося з відновленням в атмосфері кількості двоокису вуглецю, що знову викликав парниковий ефект. Ймовірно вуглекислий газ потрапив у повітря через вулканічну діяльність Землі.

## Датування
В наукових працях різних палеогляціологів хронологічні рамки зледеніння вказані по різному. Згідно з однією версією[джерело?] воно почалось у сидерії 2,4 мільярда років тому, а закінчилось наприкінці ріасію 2,1 мільярда років тому.

## Геологічні свідчення
Геологічні свідчення найкраще представлено в оголеннях гірських порід на півночі від озера Гурон, за яким і було названо зледеніння. У шарах, які утворились перед зледенінням, було знайдені уламки ураніту і піриту, що свідчить про малий вміст кисню в атмосфері до зледеніння. Після льодовикових відкладів іде шар пісковику, який містить гематит — мінерал, утворення якого свідчить про високий вміст кисню в атмосфері.